# Copidognathus hartwigi
Copidognathus hartwigi är en kvalsterart som beskrevs av Bartsch 1979. Copidognathus hartwigi ingår i släktet Copidognathus och familjen Halacaridae. Inga underarter finns listade i Catalogue of Life.